# Ca l'Arcís (Bigues)
Ca l'Arcís és una de les masies històriques a Bigues (poble del Vallès). Era al Rieral de Bigues, al peu de la carretera BP-1432, a la zona del poble antic de Bigues on hi havia una certa concentració de masies. Des de mitjan segle XX a l'entorn de Ca l'Arcís s'anà urbanitzant el Rieral, de manera que aquesta masia, que feia de taverna i d'hostal, es va anar convertint en el centre neuràlgic del poble: taverna popular, amb sala de festes i teatre. El 2010 la seva sala d'actes continua essent l'únic local habilitat per a fer teatre existent a Bigues. Tant el bar-restaurant de Ca l'Arcís com la Sala Arcís estan catalogats com a Element d'interès municipal per l'ajuntament de Bigues i Riells.